# Episinus gratiosus
Episinus gratiosus là một loài nhện trong họ Theridiidae.
Loài này thuộc chi Episinus. Episinus gratiosus được Elizabeth Bangs Bryant miêu tả năm 1940.